# Andy Merrill
Andrew Merrill, detto Andy (Newark, 27 novembre 1966), è uno sceneggiatore e doppiatore statunitense.
È noto per la sua celebre interpretazione comica del personaggio di Brak nelle serie animate Space Ghost Coast to Coast e Cartoon Planet, e di altre voci correlate al mondo di Space Ghost. Merrill è noto anche per essere il co-creatore della serie animata The Brak Show di Adult Swim, con Jim Fortier e Pete Smith.

## Biografia
Andy Merrill è nato a Newark, in Ohio, il 27 novembre 1966. Si è diplomato alla Newark High School e successivamente si è laureato alla Asbury University di Wilmore, nel Kentucky, in media communications. Qui svolgeva attività legate al teatro e alle trasmissioni televisive, oltre ad essere andato in Kenya, in Africa, per girare video di baraccopoli, orfanotrofi e college biblici. Hs vinto anche un premio NRB per un documentario studentesco su un orfanotrofio a Nairobi.
Lui e sua moglie, Stacy Isenhower, che lavora per Cartoon Network, hanno una figlia. È un membro del SAG-AFTRA. Al 2023 vive a Burbank, a Los Angeles.

### Carriera

#### Gli inizi
Dal 1991 al 1992, Merrill ha trovato lavoro come videogiornalista e coordinatore video alla CNN, che aveva precedentemente visitato insieme ai suoi compagni dell'università.

#### Space Ghost Coast to Coast
Nel 1992 è stato assunto da Mike Lazzo per lavorare in Cartoon Network, conoscendo durante l'anno successivo i suoi futuri colleghi di lavoro Khaki Jones e C. Martin Croker. Nel 1993 è diventato aiuto programmatore della rete insieme a Mike Lazzo, contribuendo allo sviluppo del talk show animato Space Ghost Coast to Coast. Ha doppiato il supereroe Space Ghost nel primo dei due piloti non ufficiali della serie. Nell'aprile del 1994, Space Ghost Coast to Coast ha cominciato ad andare in onda su Cartoon Network. Il concetto della serie è che il supereroe dei cartoni animati degli anni 60, Space Ghost, si è ritirato dalla sua lunga carriera da supereroe per condurre il suo talk show, dove intervista veri ospiti famosi, insieme ai suoi vecchi nemici Zorak e Moltar. Ad oggi, il talk show ha raggiunto i 109 episodi televisivi ed è stato una delle forze motivanti alla base della programmazione di Adult Swim. Merril ha aiutato a produrre e a sceneggiare la serie per anni e ha doppiato anche i membri de Il Consiglio del Giudizio, Brak e Lokar.

Logo di Cartoon Planet dal 2012

#### Cartoon Planet
Merrill, insieme all'amico George Lowe, ha dichiarato sui social media la morte del loro amico C. Martin Croker, il 18 settembre 2016, ed è stato poi rivelato che Adult Swim avrebbe trasmesso un episodio speciale in onore del contributo di Croker, non solo in Space Ghost ma anche in molte altre serie di Adult Swim.
Nel 1995, uno spin-off di Space Ghost Coast to Coast, Cartoon Planet, ha debuttato su TBS. Andy ancora una volta ha sceneggiato e prodotto gli episodi della serie e ha doppiato di nuovo anche il personaggio di Brak. I tre personaggi principali di Cartoon Planet erano Space Ghost, Zorak e Brak ed era fondamentalmente uno spettacolo con scenette e canzoni messe insieme tra un'animazione parzialmente limitata, la stessa usata in Space Ghost Coast to Coast.

### Dal 2000 al 2009

#### Brak Presents the Brak Show Starring BrakeThe Brak Show
Nel 2000 sono stati presentati in anteprima su Cartoon Network, due speciali con protagonista il personaggio Brak, Brak Presents the Brak Show Starring Brak. Gli speciali prevedevano nuove animazioni e nuove canzoni insieme ai personaggi Brak e Zorak e come nella serie madre introduce anche alcuni ospiti famosi. Tuttavia, gli speciali sono stati accolti da recensioni molto contrastanti dei fan. Il 21 dicembre 2000 è stata presentata in anteprima anche una nuova sitcom animata Leave It to Brak, divenuta in seguito l'episodio pilota della futura serie The Brak Show.

### Dal 2010 al 2019
Nel 2011 ha prestato la voce a personaggi secondari di Secret Mountain Fort Awesome e Pound Dogs, oltre ad aver doppiato James di Adventure Time fino al 2013. Dal 2015 ha interpretato in Tales of Halloween, Oglethorpe e personaggi secondari in Aqua Teen Hunger Force, Teeth in Gravity Falls e vari personaggi in TripTank. Un anno dopo ha prestato la voce in Harvey Beaks.

### Dal 2020

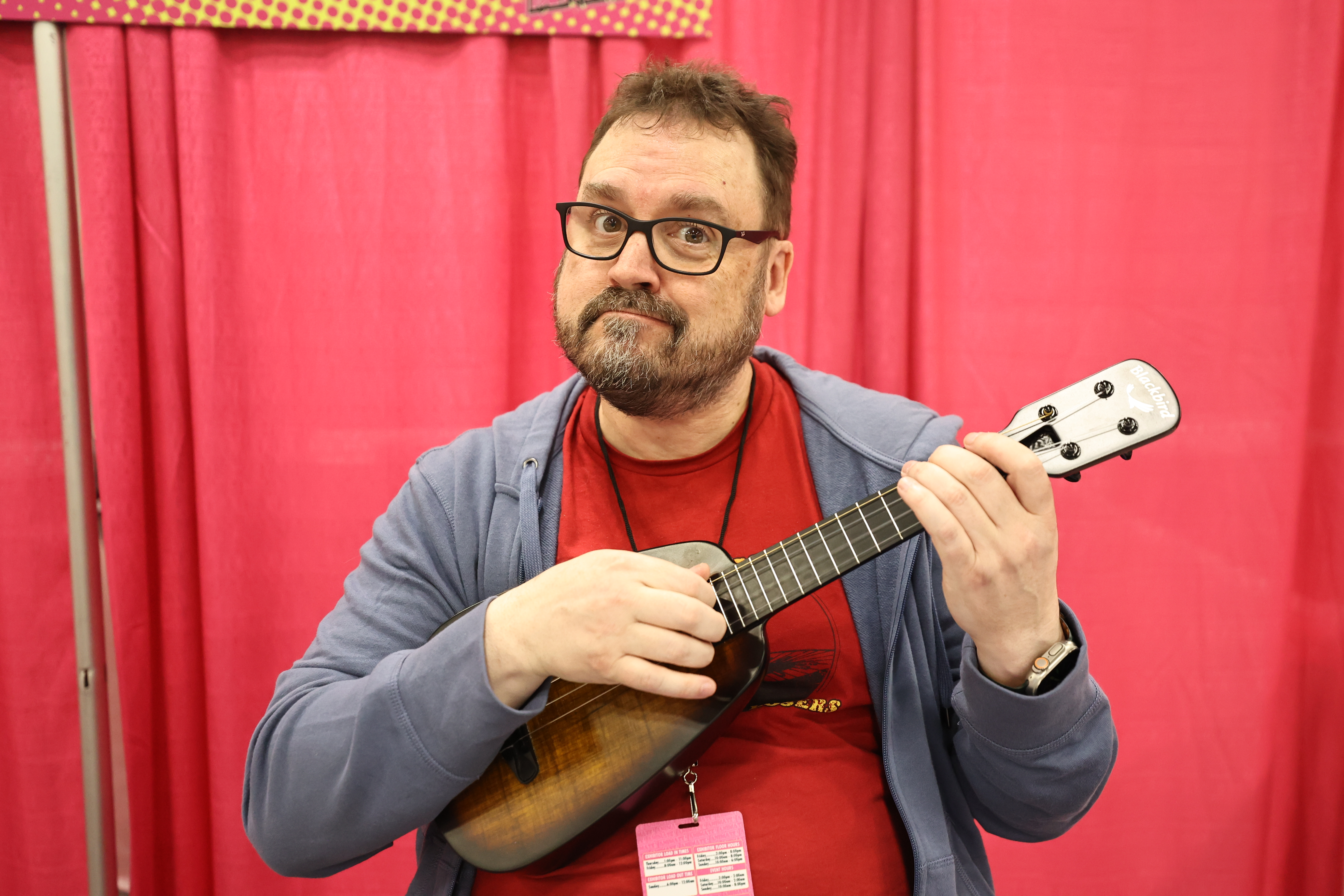
Andy Merrill all'Animate! Columbus nel 2023

Nel 2021 ha prestato la voce in Monster Lab, mentre un anno dopo ha ripreso il ruolo di Oglethorpe in Aquadonk Side Pieces.

## Filmografia

### Attore

#### Cinema
- Tales of Halloween, regia di Andrew Kasch e John Skipp (2015)

### Doppiatore
- Space Ghost Coast to Coast - serie animata, 30 episodi (1994-2008)
- Cartoon Planet - serie animata, 16 episodi (1995-1999;2012-2014)
- Brak Presents the Brak Show Starring Brak – speciale televisivo (2000)
- The Brak Show – serie animata, 28 episodi (2000-2007)
- Aqua Teen Hunger Force – serie animata, 21 episodi (2000-2015)
- Sealab 2021 – serie animata, 1 episodio (2001)
- Spacecataz – serie animata (2004)
- Perfect Hair Forever – serie animata, 1 episodio (2004)
- Sunday Pants - serie animata, 1 episodio (2005)
- Aqua Teen Hunger Force Colon Movie Film for Theaters, regia di Matt Maiellaro e Dave Willis (2007)
- Aqua Teen Hunger Force Zombie Ninja Pro-Am - videogioco (2007)
- Assy McGee - serie animata, 1 episodio (2008)
- Secret Mountain Fort Awesome - serie animata, 1 episodio (2011)
- Adventure Time - serie animata, 3 episodi (2013-2017)
- TripTank - serie animata, 3 episodi (2015-2016)
- Gravity Falls - serie animata, 3 episodi (2015-2016)
- Benvenuti al Wayne - serie animata, 2 episodi (2019)
- Monster Lab - serie animata, 2 episodi (2021)
- AquaDonk Side Pieces - serie animata, 1 episodio (2022)
- Kiff - serie animata, 1 episodio (2024)
- Jellystone - serie animata, 1 episodio (2024)

### Sceneggiatore
- Space Ghost Coast to Coast - serie animata, 16 episodi (1994-1998)
- Cartoon Planet - serie animata (1995-1998)
- Cartoon Cartoon Fridays - serie televisiva (2000)
- Krypto the Superdog - serie animata, 1 episodio (2005)
- Tickle-U - serie televisiva (2005)
- Sunday Pants - serie animata, 2 episodi (2005)
- The Brak Show – serie animata, 8 episodi (2000-2003)

## Doppiatori italiani
Da doppiatore è sostituito da:
- Alberto Bognanni in Adventure Time (James)
- Massimo Bitossi in Aqua Teen Hunger Force (Oglethorpe)